# Harmannstein
Harmannstein ist eine Ortschaft und eine Katastralgemeinde der Marktgemeinde Großschönau im Bezirk Gmünd in Niederösterreich mit 119 Einwohnern (Stand 1. Jänner 2024).

## Geografie
Harmannstein liegt im nordwestlichen Waldviertel auf einer Seehöhe von ca. 730 Meter südlich von Weitra. Westlich des Ortes erhebt sich der Johannesberg (839 m ü. A.), dessen Gipfel mit seiner markanten Kapelle weithin sichtbar ist. Früher befand sich dort die Burg Harmannstein. Am 1. April 2020 umfasste die Ortschaft 38 Adressen.

## Geschichte
Die Geschichte des Ortes geht mindestens in das Jahr 1150 zurück. Der Name bezieht sich auf Hadmar II. von Kuenring, der westlich des Ortes am heutigen Johannesberg eine Burg besaß, welche den Gerichts- und Verwaltungssitz für ein größeres Gebiet darstellte. Später wurde der Name auf den Ort unterhalb der ehemaligen Burg übertragen. Im Jahr 1822 wurde der Ort als Dorf mit 16 Häusern genannt, das nach Großschönau eingepfarrt war, wohin auch die Kinder eingeschult wurden. Die Herrschaft Engelstein besaß die Ortsobrigkeit und besorgte die Konskription. Die Landgerichtsbarkeit wurde von der Herrschaft Weitra ausgeübt und die Untertanen und Grundholde des Ortes gehörten den Herrschaften Engelstein, Weitra und Stift Zwettl.
Laut Adressbuch von Österreich waren im Jahr 1938 in Harmannstein ein Geräteerzeuger, ein Schneider und mehrere Landwirte ansässig.
Im Rahmen der Niederösterreichischen Kommunalstrukturverbesserung trat der Ort als Teil der damaligen Ortsgemeinde Friedreichs per 1. Jänner 1970 der Gemeinde Großschönau bei.

## Kultur und Sehenswürdigkeiten

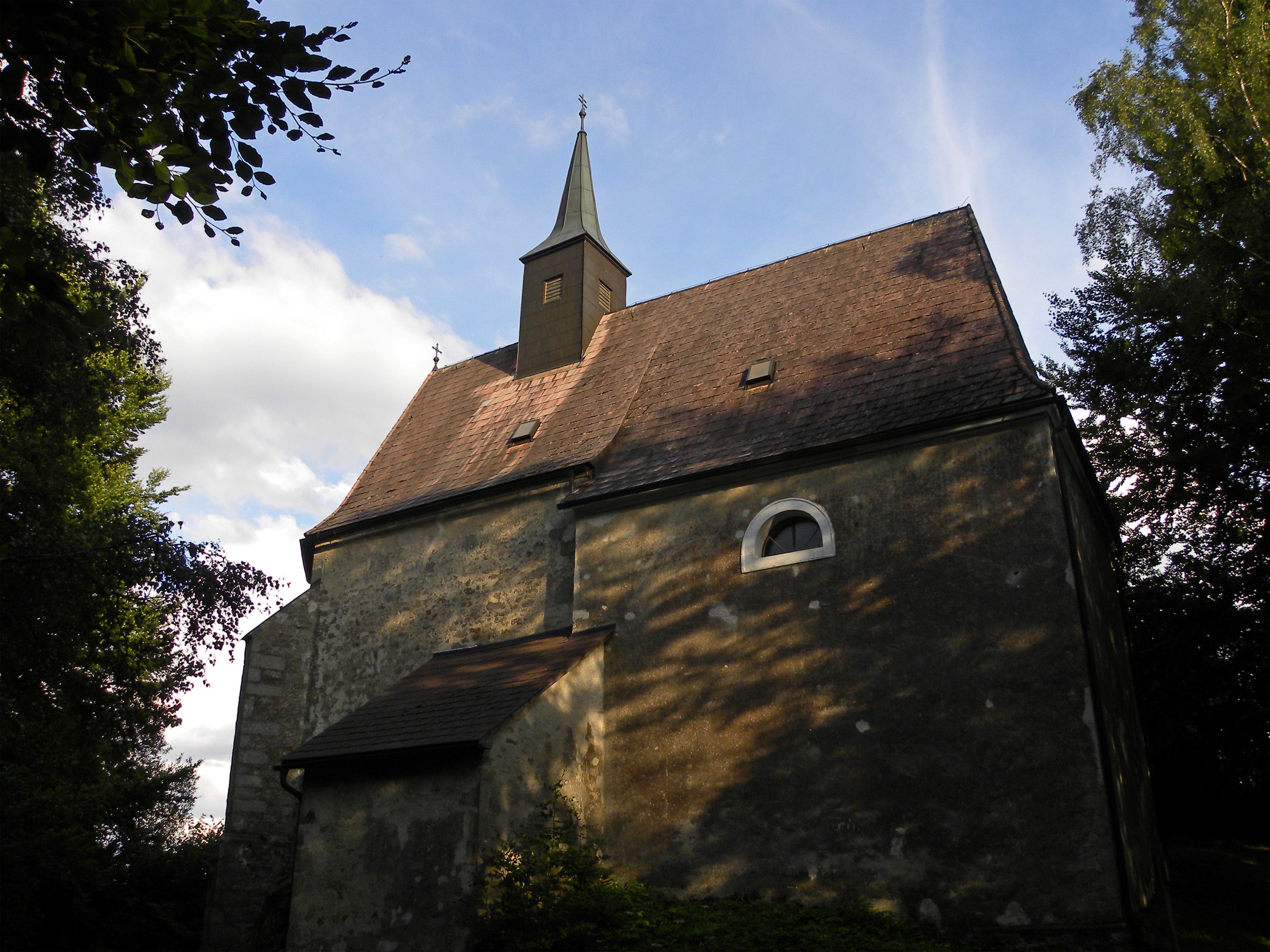
Filialkirche Harmannstein

- Westlich des Ortes befindet sich der weithin sichtbare 839 Meter hohe Johannesberg, der Teil der europäischen Wasserscheide ist. Auf seinem Gipfelplateau sind Wall und Grabenanlage der früheren Kuenringerburg noch erkennbar. Spätestens 1381 war die Burg bereits verfallen.
- Ehemalige Burg Harmannstein, ebendort Filialkirche Harmannstein: Die erweiterte Burgkapelle ist heute die Filialkirche hl. Johannes der Täufer.
- Ortskapelle Harmannstein
- Am östlichen Ortsrand befindet sich eine Falltorsäule, ein interessantes Relikt der Gerichtsbarkeit früherer Zeiten.